# Serrat de la Llosa
El Serrat de la Llosa és una muntanya de 1.236 metres que es troba al municipi de Capolat, a la comarca catalana del Berguedà.